# Zaboršt pri Dolu
Zaboršt pri Dolu – wieś w Słowenii, w gminie Dol pri Ljubljani. W 2018 roku liczyła 399 mieszkańców.